# 山田周二
山田 周二（やまだ しゅうじ、1968年 - ）は、日本の地理学者。専攻は環境構造学。大阪教育大学教育学部教授。

## 略歴
1990年三重大学人文学部文化学科卒業。1992年筑波大学大学院修士課程環境科学研究科環境科学専攻修了後、1996年に北海道大学大学院環境科学研究科環境構造学専攻博士後期課程修了となる。同年北海道大学大学院地球環境科学研究科の研究生となり、1997年東京都立大学理学部地理学教室助手、2002年大阪教育大学教育学部社会科教育講座助教授、2007年同准教授、2016年から教授。

## 著書
- 『奈良県斑鳩町における河川の氾濫による浸水範囲と地形,土地利用との関係―土地利用学習の防災教育への応用の可能性―』    地理学報、2013年

## 共編著
- 『ジオ・パルNEO = Geo-Pal NEO : 地理学・地域調査便利帖 第2版』野間晴雄、香川貴志、土平博、河角龍典、小原丈明 共編著、海青社、2017年

## 論文
- 国立情報学研究所収録論文 国立情報学研究所